# Arbeiter-Sommerolympiade 1925/Handball
Bei der I. Arbeiterolympiade 1925 in Frankfurt am Main wurde zum ersten Mal ein Feldhandball-Wettbewerb der Männer ausgetragen. Es siegte im Finale die deutsche Mannschaft gegen die Schweizer.

## Resultate
|  | Vorrunde | Vorrunde        | Vorrunde |  |  | Schlußspiel | Schlußspiel     | Schlußspiel |
|  |          |                 |          |  |  |             |                 |             |
|  |          | Belgien         | 2        |  |  |             |                 |             |
|  |          | Deutsches Reich | 12       |  |  |             | Schweiz         | 2           |
|  |          |                 |          |  |  |             | Deutsches Reich | 4           |

### Vorrunde
| Sonntag, 26. Juli 1925 18:00 Uhr | Belgien | 2 : 12 | Deutsches Reich | Hauptkampfbahn im Waldstadion, Frankfurt am Main |
| Sonntag, 26. Juli 1925 18:00 Uhr |         |        |                 | Hauptkampfbahn im Waldstadion, Frankfurt am Main |
| Sonntag, 26. Juli 1925 18:00 Uhr |         |        |                 | Hauptkampfbahn im Waldstadion, Frankfurt am Main |

### Schlußspiel
| Montag, 27. Juli 1925 18:00 Uhr | Schweiz | 2 : 4 | Deutsches Reich | Hauptkampfbahn im Waldstadion, Frankfurt am Main Zuschauer: 30'000 – 35'000 |
| Montag, 27. Juli 1925 18:00 Uhr |         |       |                 | Hauptkampfbahn im Waldstadion, Frankfurt am Main Zuschauer: 30'000 – 35'000 |
| Montag, 27. Juli 1925 18:00 Uhr |         |       |                 | Hauptkampfbahn im Waldstadion, Frankfurt am Main Zuschauer: 30'000 – 35'000 |

## Endstand
| Rang | Land            |
| ---- | --------------- |
| 1    | Deutsches Reich |
| 2    | Schweiz         |
| 3    | Belgien         |